# Tangará (Santa Catarina)
Tangará é um município brasileiro do estado de Santa Catarina, localizado na latitude 27º06'17" sul e longitude 51º14'50" oeste. Está a 641 metros acima do nível do mar. Tem uma área de 459,81 km² e uma população de 8.143 habitantes, conforme o Censo 2022 do IBGE.
A distância rodoviária até a capital do estado é de 400 km.

## História
A Brazil Railway Company, por meio de sua subsidiária Southern Brazil Lumber & Colonization Company, que explorava a madeira araucária na região, construiu no início do século XX a ferrovia que integrou parte de Santa Catarina e que veio a ser conhecida como Ferrovia do Contestado.
A linha férrea margeou o Rio do Peixe e em setembro de 1910 foi inaugurada a "Estação Rio Bonito", no km 743, a fim de dar apoio logístico, recebendo essa denominação pela tradição de batizar as paradas com o nome do rio mais próximo, no caso um afluente do Rio do Peixe.
E como Rio Bonito a localidade foi denominada, mas em 1948 foi emancipada e teve seu nome alterado para Tangará, em alusão a uma espécie de pássaro.

### Primeiros moradores
Os pioneiros de Tangará, antes mesmo da construção da ferrovia, foram:
- José Antônio Leitão, português de Lisboa, que chegou à localidade com aproximadamente 41 anos, junto com seus 4 filhos. Instalou em Rio Bonito uma sapataria, um empório e uma loja de tecidos. Construiu casas para sua família e empregados e instalou a primeira agência de correios.
- José Thomas da Igreja, também português e comerciante, veio a convite de José Antônio Leitão, instalou a primeira casa comercial de Rio Bonito junto aos trilhos onde hoje é a Adegas (Cantina) Casa Grande.[7][8]

### Migração

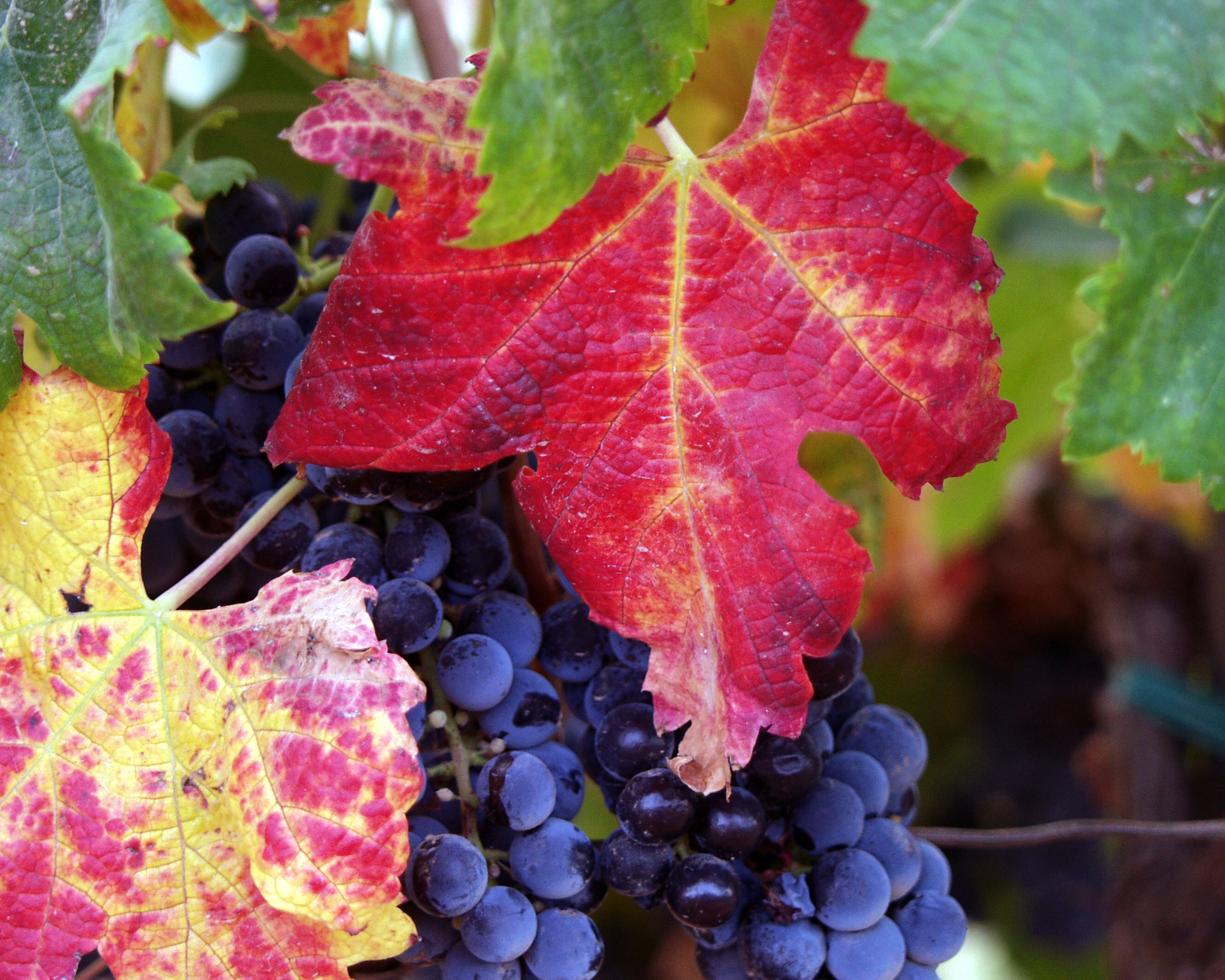
Fruticultura típica local

Em 1918, José Antônio Leitão vendeu a Augusto Piccoli uma área de terras que, juntamente com seu irmão Raymundo Piccoli, demarcou o quadro da futura vila ao abrir estradas, construir pontes e montar pequenas indústrias por intermédio da Empresa Colonizadora Piccoli e Cauduro, o que atraiu para Rio Bonito levas de colonos e empresários, a grande maioria oriunda do Rio Grande do Sul.
Os migrantes de origem italiana colonizaram as terras da margem esquerda do Rio do Peixe, até Sede Dona Alice, pela União Colonizadora Sul Brasil, enquanto na margem direita se instalaram os colonos de origem alemã.
Dos migrantes herdou-se costumes e tradições, como o cultivo de milho, uvas, fabricação de vinho, festas religiosas, danças e cantos.
Tangará tem sua formação populacional baseada nas etnias italiana (cerca de 75%) e alemã (cerca de 20%).

## Política
A emancipação do município se deu em 19 de fevereiro de 1949, e sua criação pela Lei n.º 247, de 30.12.1948, tendo seus efeitos a partir de 1 de janeiro de 1949. O primeiro prefeito, nomeado para a transição foi Ewaldo Schaefer, e o primeiro prefeito eleito foi Alberto Milton Menezes, que assumiu em 1 de outubro daquele ano, junto com seus vereadores, enquanto os vereadores do partido contrário um mês depois.

## Economia
Em Tangará predomina o minifúndio com o cultivo de lavouras temporárias, principalmente de milho, pela pecuária, notadamente suínos, aves e gado leiteiro, na produção de frutas, com destaque para a uva, maçã, pêssego, ameixa e nectarina.
Na indústria, os setores de maior produção são o papeleiro e a vinicultura.

## Turismo
O visitante encontrará em Tangará a culinária típica de seus fundadores, o turismo rural e uma das melhores localizações para a prática do voo livre.

## Rodovias
- SC-303 via Videira, Pinheiro Preto, Tangará, Ibicaré e Joaçaba.
- SC-455 via Campos Novos e Ibiam.